# Wzrost logistyczny liczebności populacji
Wzrost logistyczny liczebności populacji – jeden z typów dynamiki liczebności populacji; zwiększanie się liczebności początkowo z prędkością rosnącą, a następnie malejącą w związku z napotkaniem przez populację oporu środowiska; wzrost liczebności ustaje, gdy zostaje osiągnięty poziom wyznaczony przez pojemność środowiska (zob. przegęszczenie, zasada Alleego, zasada tolerancji ekologicznej Shelforda).

## Porównanie krzywych J i S

Dwa modele wzrostu pojedynczej populacji;
krzywe:
- wykładniczau2 „J” – Thomas Malthus (1798 r.)
- logistyczna „S” – Pierre F. Verhulst (1838 r.)
Układ współrzędnych:
x – czas (t),
y – liczebność populacji (N)

Wzrost liczebności populacji graficznie ilustrują krzywe wzrostu – wykresy zależności liczby osobników (N) od czasu (t): N = f (t). Są to najczęściej tzw. krzywe „S” lub „J”. Krzywą „J” nazywa się wykres wzrostu populacji bez ograniczeń środowiskowych (wrodzone tempo wzrostu), czyli wzrostu wykładniczego. Stopień nachylenia krzywych „J” jest zależny od wartości współczynnika wzrostu populacji (r), wyrażanego jako różnica między współczynnikami rozrodczości (b) i śmiertelności (d). Wzrost opisują proste równania różniczkowe:
{\displaystyle {\frac {dN}{dt}}=rN=(b-d)N,}
gdzie:
{\displaystyle r=b-d=const.}
W rzeczywistości wartość r często zmniejsza się w miarę wzrostu zagęszczenia. Wzrost takich populacji charakteryzuje możliwość wyodrębnienia faz:
- powolnego wzrostu początkowego,
- wzrostu przyspieszonego (tzw. faza wykładnicza),
- wzrostu zahamowanego (od chwili przekroczenia górnej granicy pojemności środowiska),

po których następuje faza dynamicznej równowagi biocenotycznej (przed ustaleniem się tej równowagi często występuje tzw. szczyt liczebności).
Taki wzrost ma charakter logistyczny, który może być opisywany z użyciem odwzorowania logistycznego. Matematyczny model takiego wzrostu zaprezentował po raz pierwszy belgijski matematyk Pierre François Verhulst (1838 r.). Badania były kontynuowane w pierwszej połowie XX w. przez R. Pearla i L.J. Reeda, La Monta C. Cola, W.C. Allee ze współpracownikami i innych. Dla krzywej logistycznej zaproponowano równanie logistycznego wzrostu, nazywane też równaniem Verhulsta:
{\displaystyle {\frac {dN}{dt}}=rN\left(1-{\frac {N}{K}}\right),}
gdzie:
{\displaystyle N} – liczebność populacji,
{\displaystyle t} – czas,
{\displaystyle r} – współczynnik tempa wzrostu,
{\displaystyle K} – pojemność środowiska.

## Wzrost populacji o pokoleniach nieciągłych
Wzrost wykładniczy takiej populacji opisuje się przyjmując, że średnia wartość tempa reprodukcji netto (R0) nie ulega zmianom:
{\displaystyle {\frac {N_{t+1}}{N_{t}}}=R_{0}={\mathrm {const} },}
gdzie N oznacza liczbę osobników w kolejnych pokoleniach t i t+1.
Założenie to często nie jest spełniane. Krzywe wzrostu logistycznego otrzymuje się wprowadzając do modelu dodatkowe informacje:
- stopień zagęszczenia lub liczebność populacji w stanie zrównoważonym (R0 = 1, N = Neq),
- zależność R0 od zagęszczenia populacji.

W przypadku najprostszego założenia, że istnieje zależność liniowa, określa się współczynnik kątowy B w równaniu prostej:

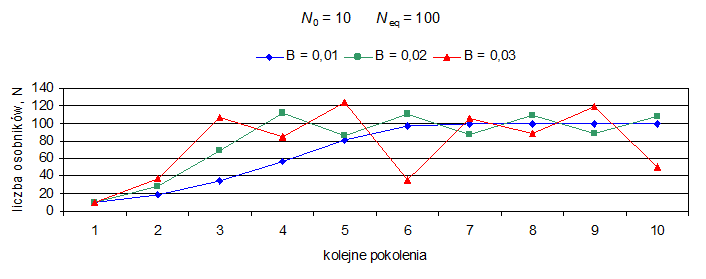
Przykłady obliczeń liczebności populacji o pokoleniach nieciągłych

{\displaystyle R_{0}=1-B(N-N_{eq}).}
Taka zależność wskazuje, że gdy:
- Nt < Neq – R0 jest większe od jedności i liczebność populacji wzrasta,
- Nt > Neq – R0 jest mniejsze od jedności i liczebność populacji zmniejsza się.

Po wprowadzeniu równania takiej prostej do modelu wykładniczego otrzymuje się krzywe wzrostu N = f (t) z charakterystycznymi oscylacjami – wahaniami N wokół wartości Neq, regularnymi lub bez widocznej regularności (zależnie od wartości B). W niektórych przypadkach regularność jest zauważalna po przeanalizowaniu zmian w wielu kolejnych pokoleniach (zob. bifurkacja).
| Pokolenie | B = 0,010 | B = 0,015 | B = 0,02 | B = 0,025 | B = 0,03 | B = 0,035 |
| 1         | 10        | 10        | 10       | 10        | 10       | 10        |
| 2         | 19        | 24        | 28       | 33        | 37       | 42        |
| 3         | 34        | 50        | 68       | 87        | 107      | 126       |
| 4         | 57        | 88        | 112      | 115       | 85       | 9         |
| 5         | 81        | 104       | 86       | 72        | 124      | 39        |
| 6         | 97        | 98        | 110      | 122       | 36       | 122       |
| 7         | 100       | 101       | 88       | 54        | 105      | 28        |
| 8         | 100       | 99        | 109      | 116       | 88       | 99        |
| 9         | 100       | 100       | 89       | 70        | 119      | 101       |
| 10        | 100       | 100       | 109      | 122       | 50       | 97        |

## Wzrost populacji o pokoleniach ciągłych
W przypadkach występowania ciągłości pokoleń i braku oporów środowiska wzrost pojedynczej populacji opisuje wykładnicza krzywa wzrostu:
{\displaystyle {\frac {dN}{dt}}=rN=(b-d)N,}
gdzie:
b i d są punktowymi (chwilowymi) współczynnikami rozrodczości i śmiertelności,
r – punktowe tempo wzrostu per capita.
Jeżeli populacja napotyka opór środowiska związany z wzrastającym zagęszczeniem (np. niedobory pokarmu, niedostateczna liczba miejsc lęgowych), do równania wprowadza się dodatkowy czynnik, nazywany „nie zrealizowanym wzrostem”:
{\displaystyle {\frac {dN}{dt}}=rN{\frac {K-N}{K}},}
gdzie K oznacza maksymalną możliwą wartość liczby osobników (pojemność środowiska).
W postaci całkowej równanie ma postać:
{\displaystyle \int {\frac {K}{N(K-N)}}dN=\int r\cdot dt,}
a rozwiązanie równania przedstawia wzór:
{\displaystyle N_{t}={\frac {K}{1+e^{a-rt}}},}
w którym Nt oznacza liczebność populacji w czasie t, a symbol a oznacza stałą całkowania.
W czasie opracowywania wyników badań zmian liczebności rzeczywistych populacji (w warunkach laboratoryjnych i naturalnych) użyteczna jest logistyczna funkcja wzrostu w postaci liniowej zależności naturalnego logarytmu z (K – N)/N od czasu:
{\displaystyle \ln {\frac {K-N}{N}}=a-rt}
Na podstawie doświadczeń stwierdzono, że modele logistyczne dobrze opisują wzrost liczebności laboratoryjnych populacji pantofelków, drożdży i innych organizmów o prostych cyklach życiowych. W przypadkach, gdy cykle są bardziej złożone, występują znaczne różnice między wzrostem rzeczywistym i przewidywanym. Szczególnie duże niezgodności z modelem logistycznym pojawiają się w przypadku populacji rozwijających się w siedliskach naturalnych. Model logistyczny zawodzi, gdy potrzebne jest sterowanie populacjami zagrożonymi wyginięciem. W takich sytuacjach zaleca się stosowanie modeli bardziej złożonych, np. uwzględniających opóźnienie czasowe, stochastycznych lub macierzowych.

## Zastrzeżenia
Funkcja logistycznego wzrostu liczebności populacji została zakwestionowana m.in. przez S.C. Stearnsa (1977), który empirycznie dowiódł, że w 50% przypadków występują inne typy selekcji niż „selekcja typu r” i „selekcja typu K”, oraz przez J. Kozłowskiego (1980), który wykazał teoretyczną słabość koncepcji. Mimo to pojęcia „r-selection” i „K-selection” są wciąż często stosowane przez naukowców.